# Xylos
Xylos (från grekiska ξύλον (xylon), 'trä') är en monosackarid pentos. Den skiljer sig från glukos genom att den saknar en sjätte kolatom. Xylos kallas även träsocker.

## Förekomst
Xylos finns bland annat i stora mängder i gömfröväxters cellväggar. Den är en viktig beståndsdel i polysackariderna xylan och xyloglukan.

## Användning
Inom medicinen används xylos för att upptäcka malabsorption. Patienten får dricka en xyloslösning efter 8 – 12 timmars fasta. Om xylos upptäcks i blodet eller urinen efter ett par timmar har kroppen tillgodogjort sig sockret.
Xylos är också utgångsmaterialet för tillverkning av furfural.